# الهدف الإلزامي للطاقة المتجددة

renewable energy

يُعد الهدف الإلزامي للطاقة المتجددة (بالإنجليزية: Mandatory renewable energy targets)‏ جزءًا من الخطط التشريعية الحكومية التي تطلب من شركات الكهرباء التجارية استخدام كميات محددة من المبيعات الكلية للكهرباء من مصادر الطاقة المتجددة وفقًا لإطار زمني معين.
ويهدف هذا النظام إلى تعزيز استخدام الطاقة المتجددة وتقليل الاعتماد على الوقود الأحفوري. وفي حال تسبب ذلك في زيادة تكلفة الكهرباء، تُوزع التكلفة الإضافية على العملاء عبر زيادة تعرفات أخرى. وبالتالي، لا تُمول تكلفة هذا الإجراء من ميزانيات الحكومة، باستثناء تكاليف إنشاء النظام ورصده وإجراءات التدقيق والتنفيذ. ومع تراجع تكلفة الطاقة المتجددة عن مصادر الطاقة الأخرى، فإن تحقيق الهدف الإلزامي للطاقة المتجددة وتجاوزه سيقلل أيضًا من تكلفة الكهرباء للمستهلكين.
هناك على الأقل 67 دولة لديها أهدافًا للسياسات الخاصة بالطاقة المتجددة. ففي أوروبا، هناك 28 دولة عضو في الاتحاد الأوروبي و8 دول في مجموعة الطاقة لديها عقود تعهدية بأهداف للطاقة المتجددة، والهدف الأساسي للاتحاد الأوروبي هو الوصول إلى 20٪ بحلول عام 2020. في حين تمتلك الولايات المتحدة أيضًا هدفًا إلزاميًا للطاقة المتجددة بنسبة 20٪. وكذلك تمتلك كندا 9 أهداف إلزامية للطاقة المتجددة على مستوى الإقليم، ولكن لا يوجد هدف وطني للطاقة المتجددة (على الرغم من وجود هدف للحد من الانبعاثات بحلول عام 2030 والتخلص من الفحم بحلول عام 2030).
ترتبط الأهداف عادةً لحصة إنتاج الكهرباء، ولكن تحدد أحيانًا وفقًا للإمداد الطاقة الأولية، أو السعة المحددة، أو غير ذلك. على الرغم من أن بعض الأهداف تستند إلى بيانات 2010-2012، إلا أن العديد منها يستهدف عام 2020، والذي يتوافق مع تقليل الانبعاثات المقترحة من الهيئة الحكومية الدولية المعنية بتغير المناخ بنسبة 25 إلى 40٪ من الدول المرفقة بالملحق الأول بحلول عام 2020، على الرغم من أن بعضها يستهدف عام 2025.

## نظرة عامة

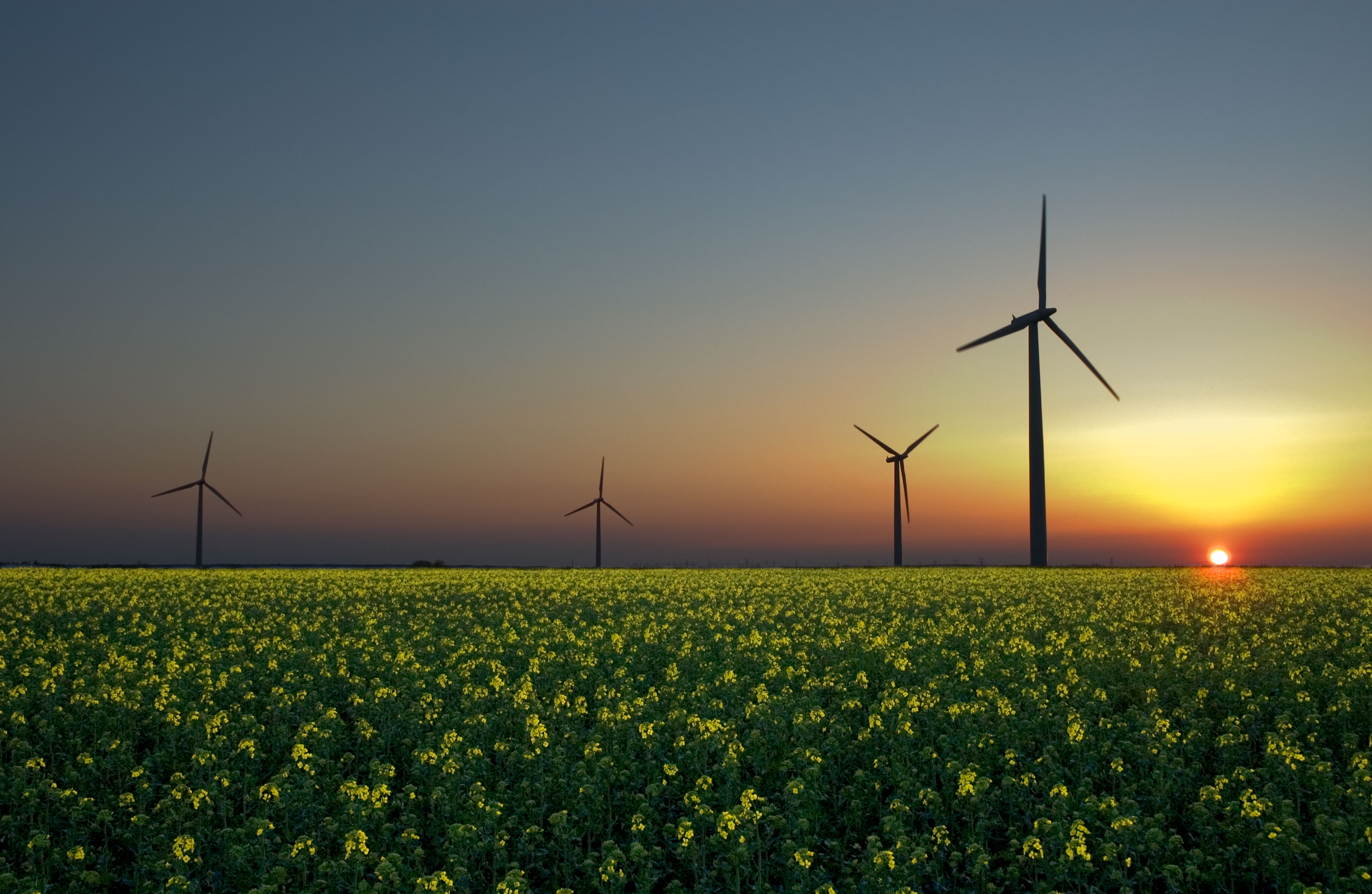
الرياح والشمس والكتلة الحيوية من مصادر للطاقة المتجددة

تُعد تقنيات الطاقة المتجددة مساهماً أساسياً في محفظة إمدادات الطاقة، حيث تسهم في ضمان أمن الطاقة العالمي، وتقلل الاعتماد على الوقود الأحفوري، وتوفر فرصاً للحدّ من انبعاثات الغازات الدفيئة.
وحدّدت الوكالة الدولية للطاقة ثلاثة أجيال من تقنيات الطاقة المتجددة، والتي تعود إلى أكثر من 100 عام:
- ظهرت تقنيات الجيل الأول من الثورة الصناعية في نهاية القرن التاسع عشر وتشمل الطاقة المائية، واحتراق الكتلة الحيوية، والطاقة الحرارية الأرضية، والحرارة. وتستخدم هذه التقنيات على نطاق واسع.[2]
- تشمل تقنيات الجيل الثاني التدفئة والتبريد بالطاقة الشمسية، وطاقة الرياح، والأشكال الحديثة للطاقة الحيوية، والخلايا الكهروضوئية الشمسية. ودخلت هذه التقنيات الأسواق الآن نتيجة لاستثمارات البحث والتطوير والتوضيح منذ الثمانينيات. وقد كان الاستثمار الأولي بسبب مخاوف أمن الطاقة المرتبطة بأزمات النفط (1973 و1979) في السبعينيات، لكن الجاذبية الدائمة لهذه التقنيات ترجع جزئيًا على الأقل إلى الفوائد البيئية.[2]
- لا تزال تقنيات الجيل الثالث قيد التطوير وتشمل تغويز الكتلة الحيوية المتقدمة، وتقنيات التكرير الحيوي، والطاقة الحرارية الشمسية المركزة، والطاقة الحرارية الأرضية للصخور الساخنة الجافة، وطاقة المحيطات.[2]

تقنيات الجيل الأول مستقرة ومتوفرة بشكل جيد، ولكن تقنيات الجيل الثاني والثالث تعتمد على دعم إضافي من القطاع العام للترويج لها.
إدخال أهداف الطاقة المتجددة الإلزامية تُعد واحدة من الطرق المهمة التي يمكن للحكومات من خلالها تشجيع استخدام الطاقة المتجددة على نطاق أوسع. وتوجد أهداف للطاقة المتجددة في ما لا يقل عن 66 دولة حول العالم، بما في ذلك 27 دولة في الاتحاد الأوروبي و29 ولاية في الولايات المتحدة و9 مقاطعات كندية. تستهدف معظم الأهداف حصص إنتاج الكهرباء والطاقة الأولية و/ أو الطاقة النهائية للعام المستقبل. وتستهدف معظم الأهداف الفترة الزمنية 2010-2012، على الرغم من أن عددًا متزايدًا من الأهداف تستهدف الفترة الزمنية 2020، وهناك الآن هدف للاتحاد الأوروبي بلغ 20٪ من الطاقة النهائية بحلول 2020، وهدف صيني بلغ 15٪ من الطاقة الأولية بحلول 2020.

## الأهداف حسب الدولة

### أستراليا
في عام 2001، قدمت الحكومة الفدرالية هدفًا إلزاميًا للطاقة المتجددة بلغ 9,500 جيجاوات/ ساعة من التوليد الجديد، حيث يستمر البرنامج حتى عام 2020 على الأقل. ويمثل ذلك زيادة في توليد الكهرباء المتجددة الجديدة بنسبة حوالي 4٪ من إجمالي توليد الكهرباء في أستراليا، وضعف توليد الكهرباء المتجددة عن مستويات عام 1997. ولا تغطي أهداف الطاقة المتجددة في أستراليا الطاقة الحرارية أو طاقة النقل مثل أوروبا أو الصين، وبالتالي فإن هدف أستراليا يعادل حوالي 5٪ من جميع الطاقة من مصادر متجددة.
لقد وضع هدف الطاقة المتجددة الموسّع في 20 أغسطس 2009، لضمان حصول الطاقة المتجددة على حصة 20٪ من إمدادات الكهرباء في أستراليا بحلول عام 2020. ولضمان ذلك، التزمت حكومة العمل بزيادة هدف الطاقة المتجددة الموسّع من 9,500 جيجاواط / ساعة إلى 45,000 جيجاوات / ساعة بحلول عام 2020. كان المخطط أن يستمر حتى عام 2030. ومن المتوقع بعد عام 2020، سيتمكن من خلاله نظام التداول بالانبعاثات المقترح والكفاءات المحسنة من الابتكار والتصنيع، إلغاء هدف الطاقة المتجددة الموسّع بحلول عام 2030.
اُنتقد هذا الهدف باعتباره غير طموح وغير فعال في تقليل اعتماد أستراليا على الوقود الأحفوري، حيث ينطبق فقط على الكهرباء المولدة، وليس على 77٪ من إنتاج الطاقة المصدرة، ولا على مصادر الطاقة التي لا تستخدم لتوليد الكهرباء، مثل النفط المستخدم في النقل. وبالتالي، فإن 20٪ من الطاقة المتجددة في توليد الكهرباء سيمثل أقل من 2٪ من إجمالي إنتاج الطاقة في أستراليا.
في عام 2011، قُسم "هدف الطاقة المتجددة الموسّع" إلى مخططين: هدف للطاقة المتجددة على نطاق كبير يبلغ 41,000 جيجاوات/ ساعة للمولدات المتجددة ذات الحجم الكبير، ومخطط طاقة متجددة صغيرة غير محدود لمولدات الأسر المنزلية والتجارية ذات الحجم الصغير. عقب استعراض "واربورتون" عام 2014 الذي أجرته حكومة أبوت الفدرالية، والمفاوضات التالية مع المعارضة العمالية، خُفض هدف للطاقة المتجددة على نطاق كبيرإلى 33,000 جيجاوات/ ساعة في يونيو 2015.

### الولايات المتحدة
اعتبارًا من يوليو 2010، وضعت 30 ولاية أمريكية مع واشنطن العاصمة أهدافًا إلزامية للطاقة المتجددة، وثلاث ولايات أخرى لديها أهداف طوعية. وقانون استقلال وأمن الطاقة لعام 2007 هدفًا بلغ 36 مليار جالون أمريكي (140,000,000 متر مكعب) لإنتاج الوقود الحيوي سنويًا بحلول عام 2022، حيث سيكون 21 مليار جالون أمريكي (79,000,000 متر مكعب) من الوقود الحيوي المتقدم (المشتق من مصدر الغذاء غير نشا الذرة). ومن هذه الكمية، يجب أن يأتي 16 مليار جالون أمريكي من إيثانول السلولوزي. والـ 5 مليار جالون أمريكي المتبقية (19,000,000 متر مكعب) يجب أن تأتي من الوقود الحيوي الحيوي المستند إلى الأحياء الدقيقة والوقود الحيوي المتقدم الآخر. وبالنسبة المصادر الأخرى غير الوقود الحيوي، ليس لدى الولايات المتحدة أهدافًا إلزامية للطاقة المتجددة على الرغم من أنها تدعم نمو صناعات الطاقة المتجددة من خلال الإعانات والتعريفات الجمركية والإعفاءات الضريبية وتدابير الدعم المالي الأخرى.

## أهداف الطاقة المتجددة حسب المنطقة
يمتلك الاتحاد الأوروبي (EU) هدفًا للطاقة المتجددة بلغ 20٪ من الطاقة المتجددة بحلول عام 2020. ويتبع ذلك هدف أكثر طموحًا يتمثل في 35٪ من الطاقة المتجددة بحلول عام 2030. وتمتلك دول اتفاقية التجارة الحرة لأمريكا الشمالية نافتا (الولايات المتحدة وكندا والمكسيك) هدفًا بنسبة 50٪ من مصادر الطاقة المتجددة بحلول عام 2025 في أمريكا الشمالية. وتعهدت أمريكا اللاتينية بتوفير 70٪ من الطاقة المتجددة بحلول عام 2030. كما تهدف دول غرب إفريقيا (ECOWAS) إلى تحقيق 38٪ من الطاقة المتجددة بحلول عام 2030 من خلال إنشاء 20 جيجاواط من الطاقة الشمسية. ويهدف الاتحاد الأفريقي أيضًا إلى توفير 10 جيجاوات كحد أدنى من الطاقة المتجددة في القارة بحلول عام 2030.

## جدول الطاقة المتجددة والأهداف

### ملخص
| منطقة               | الحصة الحالية                                   | هدف                       | سنة                       | إلزامي                    | ملحوظات                   |
| ------------------- | ----------------------------------------------- | ------------------------- | ------------------------- | ------------------------- | ------------------------- |
| العالم              | ٪33.3 القدرة العالمية 26٪ توليد الطاقة العالمية | غير متاح، يختلف حسب البلد | غير متاح، يختلف حسب البلد | غير متاح، يختلف حسب البلد | غير متاح، يختلف حسب البلد |
| الاتحاد الأوروبي-25 | ٪14                                             | ٪21                       | 2020                      |                           |                           |
| EU                  | ٪20 في 2020 17.5٪ في 2017                       | ٪35                       | 2030                      |                           |                           |

### الدول الأوروبية
| الدولة          | النسبة الحالية | الهدف                                                                                        | الهدف السنوي | الإلزامي | ملاحظات | المرجع |
| --------------- | -------------- | -------------------------------------------------------------------------------------------- | ------------ | -------- | --- | ------ |
| ألبانيا         | 34.9٪          | 38٪                                                                                          | 2030         |          | الأهداف تشمل استهلاك الطاقة الأولي. حيث ينتج 95٪ من الطاقة الكهربائية من مصادر الطاقة المتجددة (بشكل رئيسي الطاقة الهيدروليكية). | [ 22 ] |
| النمسا          | 33.5٪          | 78٪                                                                                          |              |          | |        |
| بلجيكا          | 16٪            | تقترح خطة الطاقة والمناخ البلجيكية هدفًا للطاقة المتجددة بلغ 18.3٪ بحلول عام 2030.            |              |          | |        |
| بلغاريا         | 18.7٪          | 27٪                                                                                          | 2030         |          | |        |
| جمهورية التشيك  | 14.8٪          |                                                                                              |              |          | |        |
| كرواتيا         | 27.3٪          |                                                                                              |              |          | |        |
| قبرص            | 9.9٪           |                                                                                              |              |          | |        |
| الدنمارك        | 35٪            | 100٪                                                                                         | 2035         |          | |        |
| إستونيا         | 30٪            | ستشكل حصة الطاقة المتجددة 50٪ من الاستهلاك النهائي للكهرباء المحلية و80٪ من الحرارة المولدة. | 2030         |          | |        |
| فنلندا          | 41٪            | فنلندا تسعى لتحقيق الصفر الكربوني                                                            | 2035         |          | |        |
| فرنسا           | 23٪            | ستحصل 33٪ من طاقتها من مصادر الطاقة المتجددة بحلول عام 2030                                  | 2030         |          | صرح مشغل الشبكة الفرنسية بأن الطاقة المتجددة يمكن أن تغطي بانتظام 25٪ من احتياجات فرنسا للكهرباء خلال فصل الصيف.                 |        |
| المانيا         | 47٪            | 40-45٪ من إجمالي استهلاك الكهرباء.                                                           | 2025         |          | |        |
| اليونان         | 16.3٪          | 35٪                                                                                          | 2030         |          | |        |
| هنغاريا         | 13.3٪          |                                                                                              |              |          | |        |
| إيرلندا         | 10.7٪          | 70٪                                                                                          | 2030         |          | |        |
| إيطاليا         | 18.3٪          | 25٪                                                                                          |              |          | |        |
| لاتفيا          | 39٪            | حددت لاتفيا هدفًا بنسبة 45٪ للطاقة المتجددة بحلول عام 2030                                    | 2030         |          | |        |
| ليتوانيا        | 27.9٪          | ٪38 بحلول عام 2025، 45٪ بحلولعام 2030، وحوالي 80٪ بحلول عام 2050                             |              |          | |        |
| النرويج         | 100٪           |                                                                                              |              |          | |        |
| أيسلندا         | 100٪           |                                                                                              |              |          | |        |
| لوكسمبورغ       | 6.4٪           |                                                                                              |              |          | |        |
| مالطا           | 7.2٪           |                                                                                              |              |          | |        |
| هولندا          | 6.6٪           |                                                                                              |              |          | |        |
| بولندا          | 14٪            |                                                                                              |              |          | |        |
| البرتغال        | 58٪            | 80٪                                                                                          | 2026         |          | | [ 38 ] |
| رومانيا         | 24.5٪          |                                                                                              |              |          | |        |
| سلوفاكيا        | 11.5٪          | 31٪                                                                                          |              |          | |        |
| سلوفينيا        | 21.5٪          |                                                                                              |              |          | |        |
| أسبانيا         | 17.5٪          | 100٪                                                                                         | 2050         |          | |        |
| السويد          | 54.5٪          | 100٪                                                                                         | 2040         |          | |        |
| سويسرا          | 60٪            | 100٪                                                                                         | 2050         |          | |        |
| المملكة المتحدة | 40٪            | 100٪                                                                                         | 2050         |          | |        |

### الدول الأخرى
| الدولة                   | النسبة الحالية             | الهدف                                                                                                   | الهدف السنوي | الإلزامي | ملاحظات | المرجع        |
| ------------------------ | -------------------------- | --- | ------------ | -------- | --- | ------------- |
| الأرجنتين                | 2٪                         | 20٪ | 2025         |          | |               |
| أستراليا                 | 23.5٪                      | من المتوقع أن ينتج 23.5٪ بحلول عام 2020 35٪ بحلول عام 2021 لإنتاج 50٪ من الطاقة المتجددة بحلول عام 2030 | 2030         |          | |               |
| البرازيل                 | 50٪                        | |              |          | |               |
| كندا                     | 67٪                        | حياد الكربون 2050                                                                                       | 2050         |          | تهدف كندا إلى توليد 90٪ من طاقتها الكهربائية من مصادر غير باعثة بحلول عام 2030. وبالفعل ، فإنها تولد 82٪ من مصادر لا تصدر عنها انبعاثات ، و 67٪ من إنتاج الطاقة الكهربائية من مصادر متجددة. |               |
| تشيلي                    | 17.6٪ (2019)               | 20٪ | 2025         |          | | [ 49 ]        |
| تشيلي                    | 17.6٪ (2019)               | 70٪ | 2030         |          | | [ 49 ]        |
| الصين                    | 12٪ 2015                   | 35٪ | 2030         |          | |               |
| مصر                      | 10٪                        | 20٪ | 2020         |          | |               |
| إريتريا                  |                            | 70٪ | 2030         |          | | [ 52 ]        |
| جرينلاند                 | 70٪                        | |              |          | |               |
| الهند                    | 21.4٪                      | ٪40 بحلول عام 2030 و500 جيجاوات بحلول عام 2030                                                          | 2030         |          | |               |
| اندونيسيا                | 4٪                         | 15٪ (بما في ذلك النووية)                                                                                | 2025         |          | |               |
| إسرائيل                  | 0٪                         | 5٪ | 2016         |          | |               |
| اليابان                  | 0.4٪                       | 1.63٪                                                                                                   | 2014         |          | |               |
| كازاخستان                |                            | 3٪ | 2020         |          | تشير الأهداف إلى توليد الطاقة الكهربائية. كازاخستان لديها هدف 2060 لحياد الكربون. | [ 55 ] [ 56 ] |
| كازاخستان                | 30٪                        | 2030 |              |          | تشير الأهداف إلى توليد الطاقة الكهربائية. كازاخستان لديها هدف 2060 لحياد الكربون. | [ 55 ] [ 56 ] |
| كازاخستان                | 50٪                        | 2050 |              |          | تشير الأهداف إلى توليد الطاقة الكهربائية. كازاخستان لديها هدف 2060 لحياد الكربون. | [ 55 ] [ 56 ] |
| ماليزيا                  |                            | 35٪ كهربائية                                                                                            | 2025         |          | | [ 57 ]        |
| ماليزيا                  | 25٪ إمدادات الطاقة الأولية | | 2025         |          | | [ 57 ]        |
| المكسيك                  | 26٪                        | 35٪ بحلول عام 2024 و 50٪ بحلول عام 2050                                                                 | 2024         |          | |               |
| المغرب                   | 10٪                        | 20٪ | 2012         |          | |               |
| نيوزيلندا                | 80٪                        | 100٪ | 2035         |          | |               |
| نيجيريا                  |                            | 7٪ | 2025         |          | |               |
| عمان                     |                            | 16٪ | 2025         |          | | [ 60 ]        |
| عمان                     | 30٪                        | 2030 |              |          | | [ 60 ]        |
| باكستان                  |                            | 10٪ | 2015         |          | |               |
| الفلبين                  |                            | 100٪ increase from 2005                                                                                 | 2015         |          | |               |
| روسيا                    |                            | 2.5٪ | 2024         |          | |               |
| جنوب أفريقيا             |                            | 26٪ | 2030         |          | |               |
| كوريا الجنوبية           |                            | 6.08٪                                                                                                   | 2020         |          | |               |
| تايوان                   | 6٪                         | 12٪ | 2020         |          | |               |
| تايلند                   | 7٪                         | 20٪ | 2022         |          | |               |
| الإمارات العربية المتحدة |                            | 50٪ | 2050         |          | | [ 62 ]        |
| الولايات المتحدة         | 23٪                        | 100٪ | 2035         |          | مقترح ووعد به الرئيس الأمريكي جو بايدن. |               |
| فيتنام                   |                            | 5٪ | 2020         |          | |               |

## مقالات ذات صلة
- شبكة سياسة الطاقة المتجددة للقرن الحادي والعشرين